# Шрек Третій
Шрек Третій (англ. Shrek the Third) — комп'ютерний анімаційний фільм 2007 року, який є продовженням серії фільмів Шрек 2 та Шрек. Стрічка була зроблена Джеффрі Катценбергом для кінокомпанії DreamWorks та вийшла на екрани 14 травня 2007 року.

## Сюжет
Шрек і принцеса Фіона мають успадкувати трон короля Гарольда, але спроби Шрека виконувати обов’язки регента під час хвороби Гарольда закінчуються катастрофою, адже він не прагне бути королем Закрайсвіття. Перед смертю Гарольд розповідає Шреку про іншого спадкоємця — племінника і кузена Фіони, Артура "Арті" Пендрагона. Тим часом принц Прекрасний, прагнучи помститися за смерть своєї матері, Феї-Хрещеної, і стати королем, відвідує таверну "Отруйне яблуко" і переконує лиходіїв із казок боротися за своє "довго і щасливо", допомагаючи йому захопити Закрайсвіття.
Шрек разом із друзями, Віслюком і Котом у чоботях, вирушає за Арті. Поки вони пливуть, Фіона повідомляє Шреку, що вагітна, що жахає його, адже він вважає себе нездатним виховувати дітей. Тріо прибуває до Вустерширської академії, елітної магічної школи-інтернату, де Арті виявляється худорлявим 16-річним ізгоєм. На шкільному мітингу Шрек оголошує Арті обраним королем Закрайсвіття. Арті радіє, але Віслюк і Кіт ненавмисно лякають його, розповідаючи про королівські обов’язки. Втративши впевненість, Арті намагається захопити корабель і повернутися до Вустершира. Після сутички зі Шреком корабель розбивається на віддаленому острові, де вони зустрічають Мерліна, відставного вчителя магії Арті, який допомагає Шреку й Арті порозумітися.
Фіона та королева Ліліан влаштовують вечірку для майбутньої дитини, коли Прекрасний із лиходіями нападають на замок. Пряник, Піноккіо, Вовк і Три Поросята затримують групу Прекрасного, дозволяючи дамам утекти. Коли одне з поросят випадково розкриває, що Шрек пішов за Арті, Прекрасний посилає капітана Гака та його піратів вистежити їх. Рапунцель, закохана в Прекрасного, зраджує Фіону, і жінок замикають у підземеллі замку.
Капітан Гак наздоганяє Шрека на острові Мерліна. Шрек уникає полону, і Гак розкриває, що Чармінг захопив Закрайсвіття. Шрек радить Арті повернутися до Вустершира, але Арті обманом змушує Мерліна використати магію, щоб перенести їх до Закрайсвіття. Заклинання спрацьовує, але випадково міняє тілами Віслюка і Кота. Вони знаходять Піноккіо і дізнаються, що Прекрасний планує вбити Шрека в театральній виставі. Проникнувши в замок, вони потрапляють у полон.
Прекрасний готується вбити Арті, щоб зберегти корону, але Шрек зізнається, що використовував Арті як заміну собі на троні. Прекрасний відпускає засмученого Арті. Віслюка і Кота ув’язнюють разом із Фіоною, Ліліан та іншими принцесами, де Фіона дратується через їхню бездіяльність. Ліліан ударом головою пробиває стіну в’язниці. Поки принцеси рятують Шрека, Віслюк і Кіт звільняють Пряника, Піноккіо, Дракона та дітей Віслюка. Віслюк і Кіт переконують Арті, який іде геть, що Шрек навмисне збрехав, щоб урятувати йому життя.
Прекрасний влаштовує театральне протистояння перед королівством. Коли він збирається вбити Шрека, Фіону, Віслюка і Кота, принцеси та казкові персонажі протистоять лиходіям, але їх швидко долають. Арті з’являється і виголошує промову, переконуючи лиходіїв, що вони можуть бути прийняті суспільством, а не залишатися ізгоями. Натхненні словами Арті, лиходії відмовляються від злочинів, але Прекрасний не слухає і кидається на Арті з мечем. Шрек приймає на себе удар, і здається, що його зарубали. Та коли Чармінг проголошує себе королем, Шрек розкриває, що Прекрасний промахнувся, відштовхує його, а Дракон скидає сценічну вежу на Прекрасного.
Зі зникненням Прекрасного Арті коронують новим королем Закрайсвіття. Поки королівство святкує, Мерлін повертає Віслюку і Коту їхні тіла. Пізніше, на болоті, Шрек і Фіона виховують своїх новонароджених трійнят, справляючись із батьківством за допомогою Віслюка, Кота, Ліліан і Дракона.

## У ролях
- Майк Маєрс — Шрек
- Едді Мерфі — Осел
- Кемерон Діас — Принцеса Фіона
- Антоніо Бандерас — Кіт у Чоботах
- Джулія Ендрюс — Королева Ліліан
- Джон Кліз — Король Гарольд
- Руперт Еверетт — Прекрасний Принц
- Джастін Тімберлейк — Принц Арті
- Ерік Айдл — Мерлін
- Емі Полер — Сніжна королева

## Український дубляж
Фільм дубльовано студією «Postmodern» на замовлення компанії «B&H» у 2007 році.
- Режисер дубляжу — Костянтин Лінартович
- Перекладач і текст пісень — Олекса Негребецький
- Музичний керівник — Єгор Олєсов
- Звукорежисер — Олег Кульчицький
- Асистент режисера — Іван Марченко

### Ролі дублювали
- Богдан Бенюк — Шрек
- Микола Боклан — Віслюк
- Катерина Сергеєва — Фіона[2]
- Андрій Самінін — Кіт у чоботях
- Іван Розін — Прекрасний Принц
- Юрій Кудрявець — Арті
- Олексій Вертинський — Мерлін
- А також: Сергій Малюга, Ірина Дорошенко, Констянтин Таран, Єгор Олєсов, Володимир Канівець, Андрій Середа, Олена Узлюк, Ганна Ніколаєнко, Ірина Яценко, Тетяна Зіновенко, Іван Марченко, Євген Ступка, Дмитро Лінартович, Володимир Жогло, Сергій Маліков, Ганна Михайлова, Василь Лебединський, Тетяна Чечило, Катерина Башкіна, Максим Пономарчук, Ольга Данюкова, Дана Метельська, Євген Філатов, Катерина Качан, Іван Семеренський, Дмитро Гарбуз, Поліна Соя.

## Персонажі
Шрек - сумує за домом болота хоче поїхати до дому. Але Гарольд змушує его замінити коли він хворіє. Але коли помирає він пропонує йому стати королем але Шрек відхилив запит та король називає нового спадкоємця Артура, кузена Фіони та Шрек з друзями йдуть шукати. Коли Шрек поїхав  Фіона повідомила що вона вагітна але Шрек був засмучений. Та після того як вони рятувались від принца красунчика повернулися на болота і в них народилася троє дітей - дівчина і два сини.
Віслюк.  Проводить та розважається зі своїми дітьми драконами. Набридає з котом Шреку  та разом допомогають знайти Артура. Коли потрапляють до його вчителя випадкова міняються тілом з котом у кінці просять чаклуна повернути тіло. Та разом потрапляють до в'язниці Красунчик Фіоною але потім втікають і рятує свої дітей якіх посадив Красунчик.
Кіт у Чоботях.  Разом з Віслюком набридає та  допомагав Шреку знайти Артура  та вчитель Артура випадкова його поміняв тіло з Віслюком у кінці змушують його повернути тіло.
Фіона. Хоче повернуться до боліт разом з Шреком. Але натякає що вона вона вагітна та Шрек засмутився. Потім помирає її батьку і Шрек йде шукати спадщина Трона Кузена Артура.Коли він поїхав зізналася що вагітна. Відмічає вагітності разом  з Мамою подругами дитинство казкових принцес Белосніжка Попелюшка  з Сестрою, Спляча Красуня та Рапунцель яка зрадила її заради кохання з Красунчиком. Красунчик разом їх зачиняє у в'язниці поки Кот і віслюк з ним теж не потрапили вони всі втекли у в'язницю щоб рятувати Шрека. У кінці Фіона народжує Шреку дітей
Артур. Підліток з якого знущаються однолітки. Але Шрек забирає його і повідомляє що у майбутньому стане королем. Спочатку Арті боявся Шрека потім почав спілкуватися з ним коли зустрів свого вчителя чаклуна. Коли він потрапив до рук Красунчика Шрек нагрубив Арті щоб його рятувати. На що він образився на Шрека. І красунчик відпустив Арті. Кіт і Віслюк переконали його що Шрек захистив його від Красунчика який найняв казкових злодіїв щоб заволодіти королівством. Потім він всіх злодіїв переконає стати добрішими йти за мрією. Миритися зі Шреком але красунчик намагає вбити його і Шрека. Після того як вежа впала на Красунчика стає Королем
Красунчик. Наймає казкових злодіїв щоб стати королем. Та шукає Шрека щоб вбити його та помстись за матір. Але коли Шрек поїхав садить Фіону матір і її друзів до в'язниці.  Закручує роман з Рапунцель яка має не справжні волосся. Коли повернувся Шрек з Артуром посадив його в'язницю щоб вбити. Але відпустив Артура коли розказав що він не спадок трону. Коли принц починає шоу Артур зірвав його і він намагався вбити їх обох мечем Шрек прикрив Арті. Але Шрек не постраждав. Та дружина віслюка звалила на нього вежу і він помер.
Король Гарольд (Жаба) тато Фіони Коли він захворів змушував Шрека і Фіону замінити. Його але пізніше він помирав вибачився перед  Шреком та запропонував стати йому Королем. На що Шрек не погодився та назвав ім'я ще одного спадкоємця на трон.
Королева Ліліан Мати Фіона та дружина Гарольда. Поховала свого чоловіка , та завдяки її бойовими здібностями допомогла Фіоні і її друзям втекти з в'язниці.
Чаклун Колишній вчитель Артура по магії.
Драконіха дружина віслюка яка народила йому дітей.

## Касові збори
Під час показу в Україні, що розпочався 17 травня 2007 року, протягом перших вихідних фільм демонстрували на ? екранах, що дозволило йому зібрати 1 075 840 $ і посісти 1-ше місце в кінопрокаті того тижня. Фільм опустився на другу позицію українського кінопрокату вже наступного тижня, адже демонструвався вже на ? екранах і зібрав за ті вихідні ще 308 536 $. Загалом фільм у кінопрокаті України зібрав 2 190 826 $, посівши 3-тє місце серед найбільш касових фільмів 2007 року.
В Північній Америці був показаний у 4122 кінотеатрах, зібравши 38 мільйонів доларів у перший же день показу. У США за перші вихідні зібрав у прокаті 121 мільйон доларів.